# 지방도 제411호선
지방도 제411호선은 강원특별자치도 원주시 신림면 황둔리와 횡성군 둔내면 현천리를 잇는 강원특별자치도의 지방도이다.

## 역사
- 2001년 8월 25일 : 새재교 개축공사에 의해 횡성군 안흥면 안흥리 770m 구간 도로구역 변경[1]
- 2002년 9월 27일 : 강림 ~ 수주간 도로 확포장공사에 의해 횡성군 강림면 월현리 ~ 영월군 수주면 두산리 8.6km 구간 도로구역 변경[2]
- 2003년 2월 15일 : 노선 폐지 및 재지정[3]
- 2011년 7월 21일 : 횡성군 강림면 월현리 ~ 원주시 신림면 송계리 7.548km 구간 개통[4]

## 주요 경유지
- 원주시
  - 신림면 황둔리 - 송계리 - 두학교

- 영월군
  - 무릉도원면 두학교 - 두산리 - 운학교 - 운학리 - 운학 교차로 - 고일재터널(연장 약 640m)

- 횡성군
  - 강림면 고일재터널(연장 약 640m) - 월현리 - 월현교 - 정암교 - 강림중학교 - 가천교 - 강림리
  - 안흥면 가천리 - 새재교 - 실미교 - 안흥중학교 - 안흥고등학교 - 안흥교 - 안흥삼거리 - 안흥초등학교 - 방지둔교 - 동창교 - 지구교 - 성산교 - 양촌교
  - 둔내면 영랑리 - 영랑교 - 조항리 - 현천교 - 현천삼거리

## 중복 구간
- 횡성군 안흥면 실미교 서단 ~ 안흥초등학교 : 국도 제42호선과 중복

## 도로명
- 원주시 신림면 송계교 서단 ~ 섬안교 서단 : 송계로
- 원주시 신림면 섬안교 서단 ~ 영월군 무릉도원면 운학 교차로 : 도원운학로
- 영월군 무릉도원면 운학 교차로 ~ 횡성군 안흥면 실미교 서단 : 주천강로
- 횡성군 안흥면 실미교 서단 ~ 안흥초등학교 : 서동로
- 횡성군 안흥면 안흥초등학교 ~ 둔내면 현천삼거리 : 강변로